# Американ-Форк
У этого топонима существуют и другие значения: см. Американ-Форк (значения).
Американ-Форк (англ. American Fork) — город в округе Юта, штат Юта, США, у подножия горы Тимпаногос к северу от озера Юта. Является частью метрополитенского статистического ареала Прово-Орем. Согласно переписи 2010 года в Американ-Форке проживало 26 263 человек, показав почти 20 % рост со времени переписи 2000 года. Город стремительно расширялся с 1970-х. На 2017 год занимает 33-ю строчку в списке крупнейших городов штата.

## История
Территория вокруг озера Юта использовалась как район сезонной охоты и рыбалки индейцами юта. Американ-Форк был заселён в 1850 году мормонами и получил статус города как Лейк-Сити в 1852 году.
Первые поселенцы Американ-Форка жили вразброс вдоль реки Американ-Форк. В 1850-е годы усилилось напряжение между поселенцами и индейцами. В 1853 году Даниэль Х. Уэллс, глава легиона Наву, приказал поселенцам переехать в специальные форты. На собрании 23 июля 1853 года в здании школы Американ-Форка Лоренцо Сноу и Парли П. Пратт убедили поселенцев последовать указаниям Уэллса и переселиться в центральный форт.
Поселенцы изменили название города с Лейк-Сити на Американ-Форк в 1860 году. Он был назван в честь реки Американ-Форк, которая протекает через город, а также чтобы избежать путаницы с Солт-Лейк-Сити.

## Население
По данным переписи 2010 года население Американ-Форка составляло 26262 человека (из них 50,1 % мужчин и 49,9 % женщин), 7274 домашних хозяйств и 6097 семей. Расовый состав: белые — 92,6 %, афроамериканцы — 0,4 %, коренные американцы — 0,5 %, азиаты — 0,9 и представители двух и более рас — 2,4 %.
Из 7274 домашних хозяйств 71,0 % представляли собой совместно проживающие супружеские пары (42,0 % с детьми младше 18 лет), 16,2 % не имели семьи.
В среднем домашнее хозяйство ведут 3,57 человек, а средний размер семьи — 3,95 человека. Доля лиц старше 65 лет — 8,7 %. Средний возраст населения — 27,6 лет. Медианный доход на семью составлял $76 080.
Динамика численности населения:
|  |

## Известные жители
- Уэйн Бут — литературовед и критик
- Гэри Герберт — губернатор Юты
- Брэндон Сандерсон — писатель-фантаст, лауреат премии «Хьюго»

## Архитектура

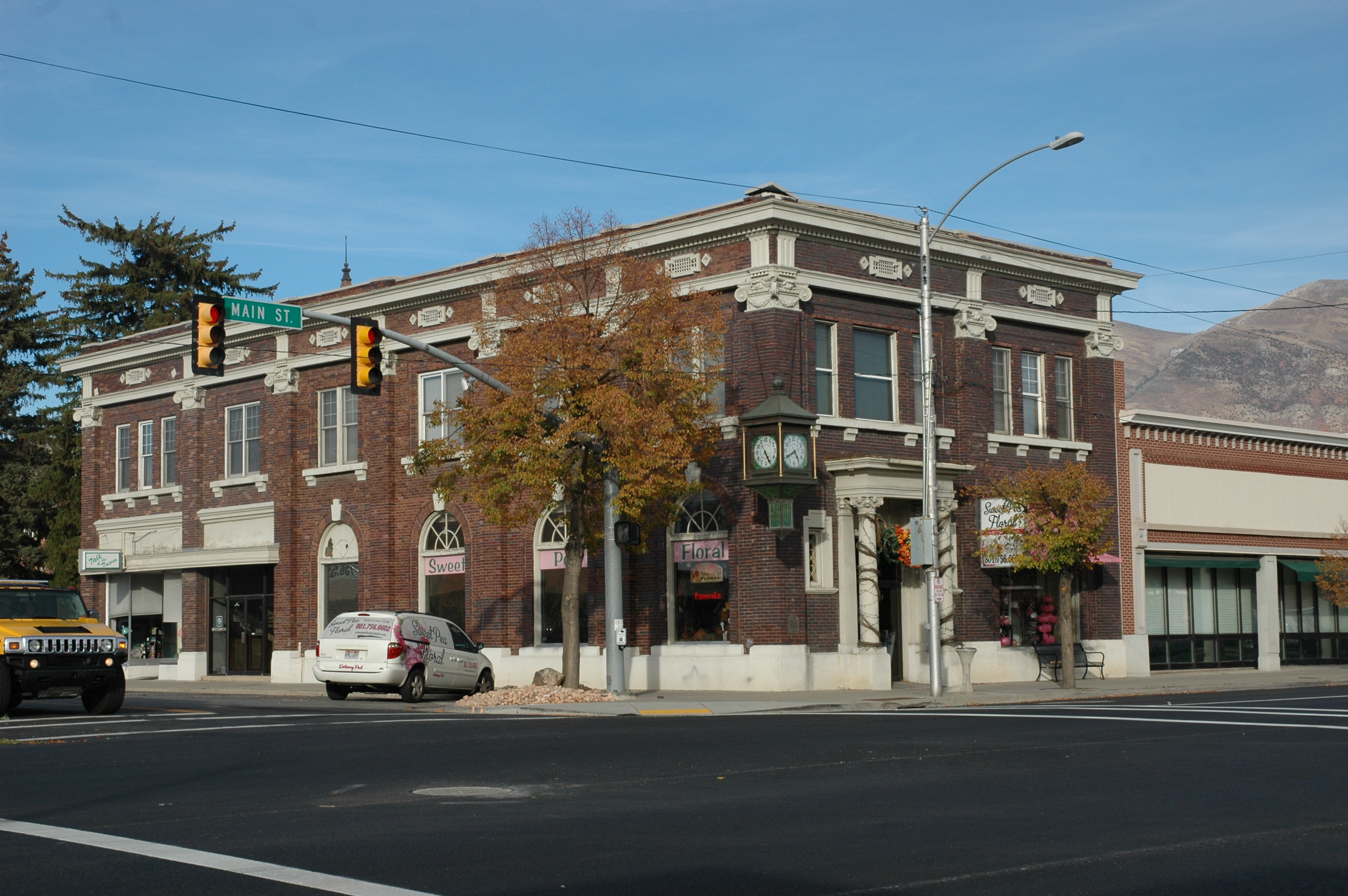
Здание бывшего Банка Американ-Форк на Мейн-стрит.
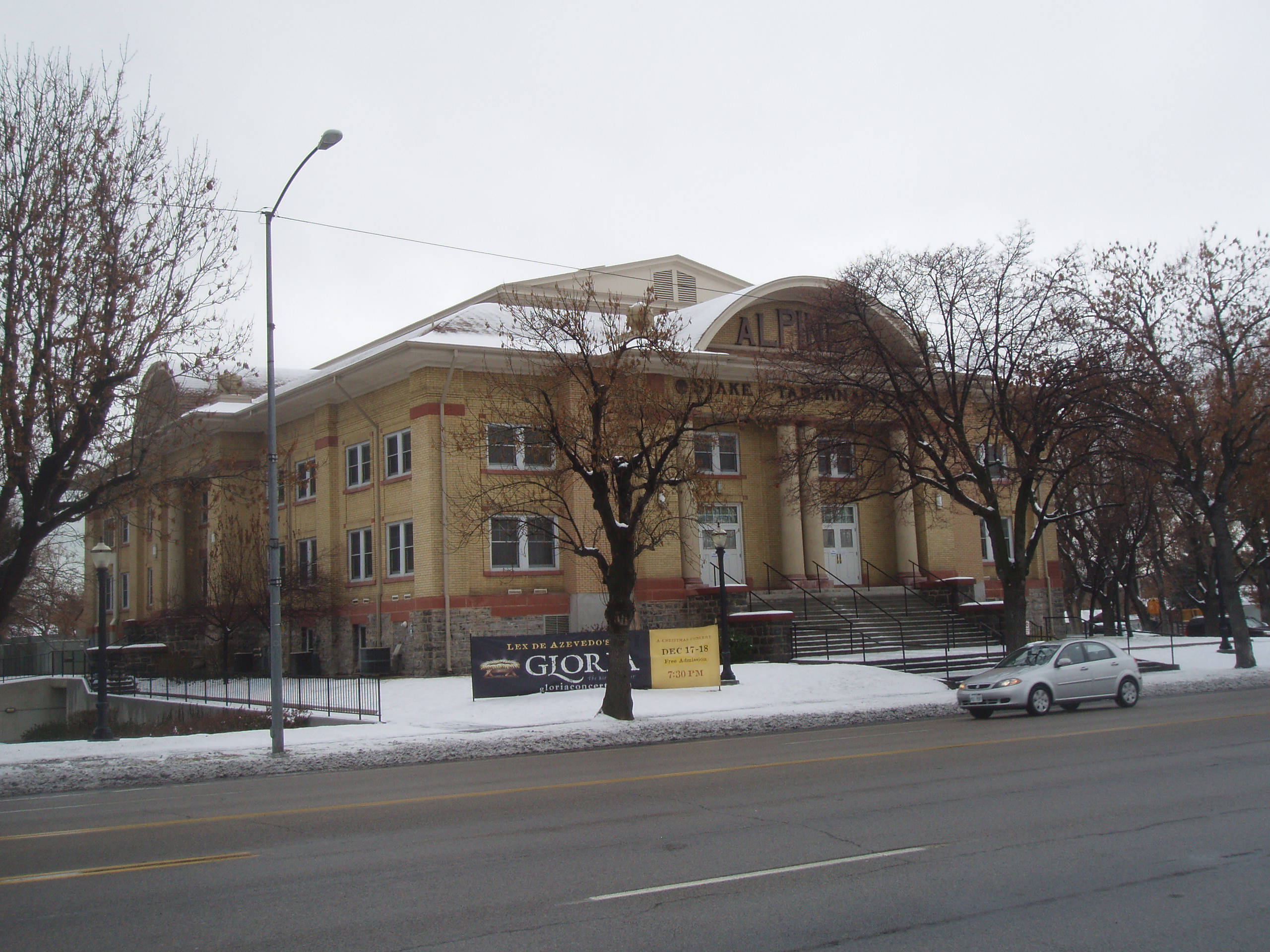
Алпайн Табернакл в Американ-Форк.
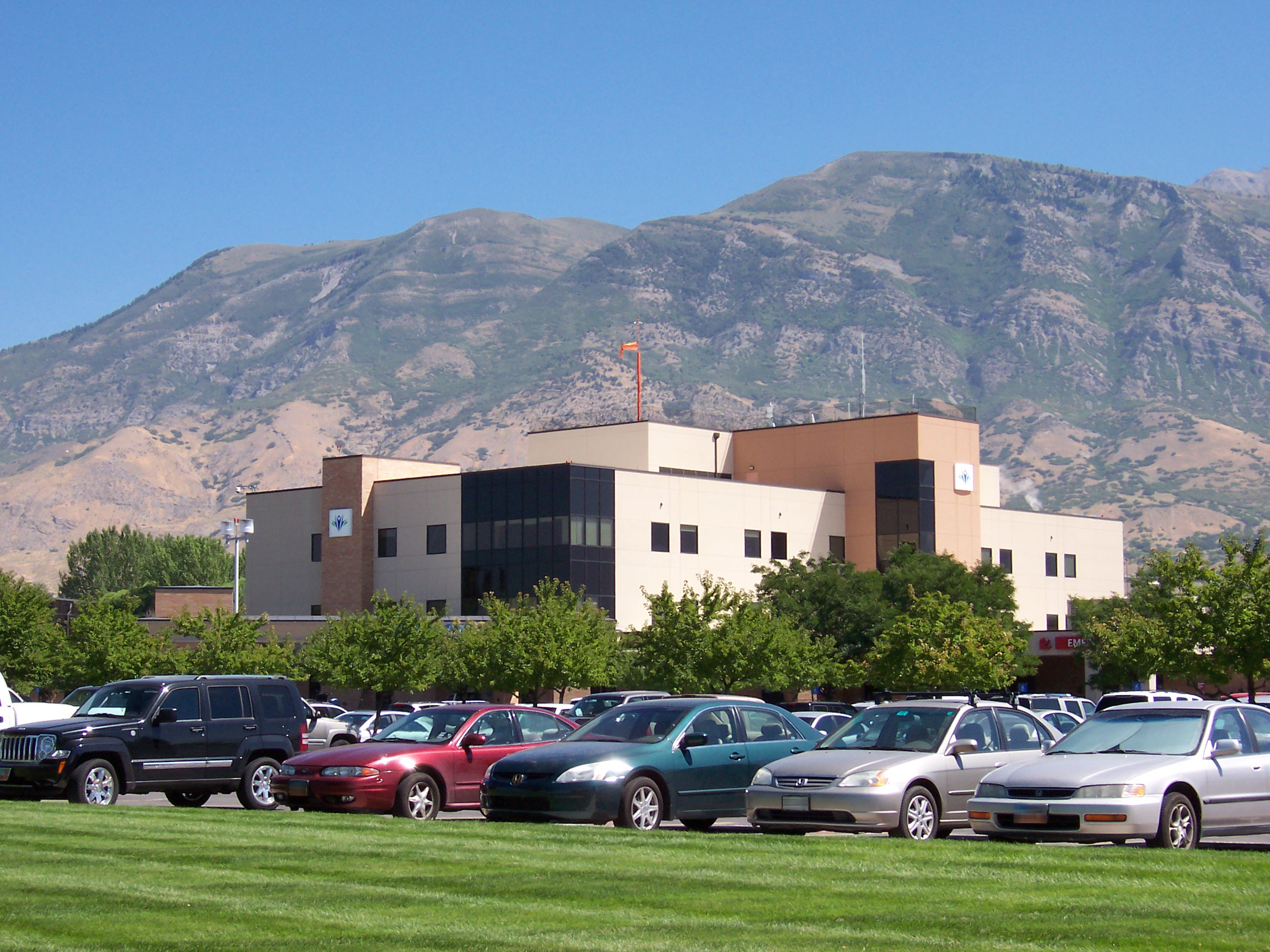
Больница IHC (Intermountain Healthcare)
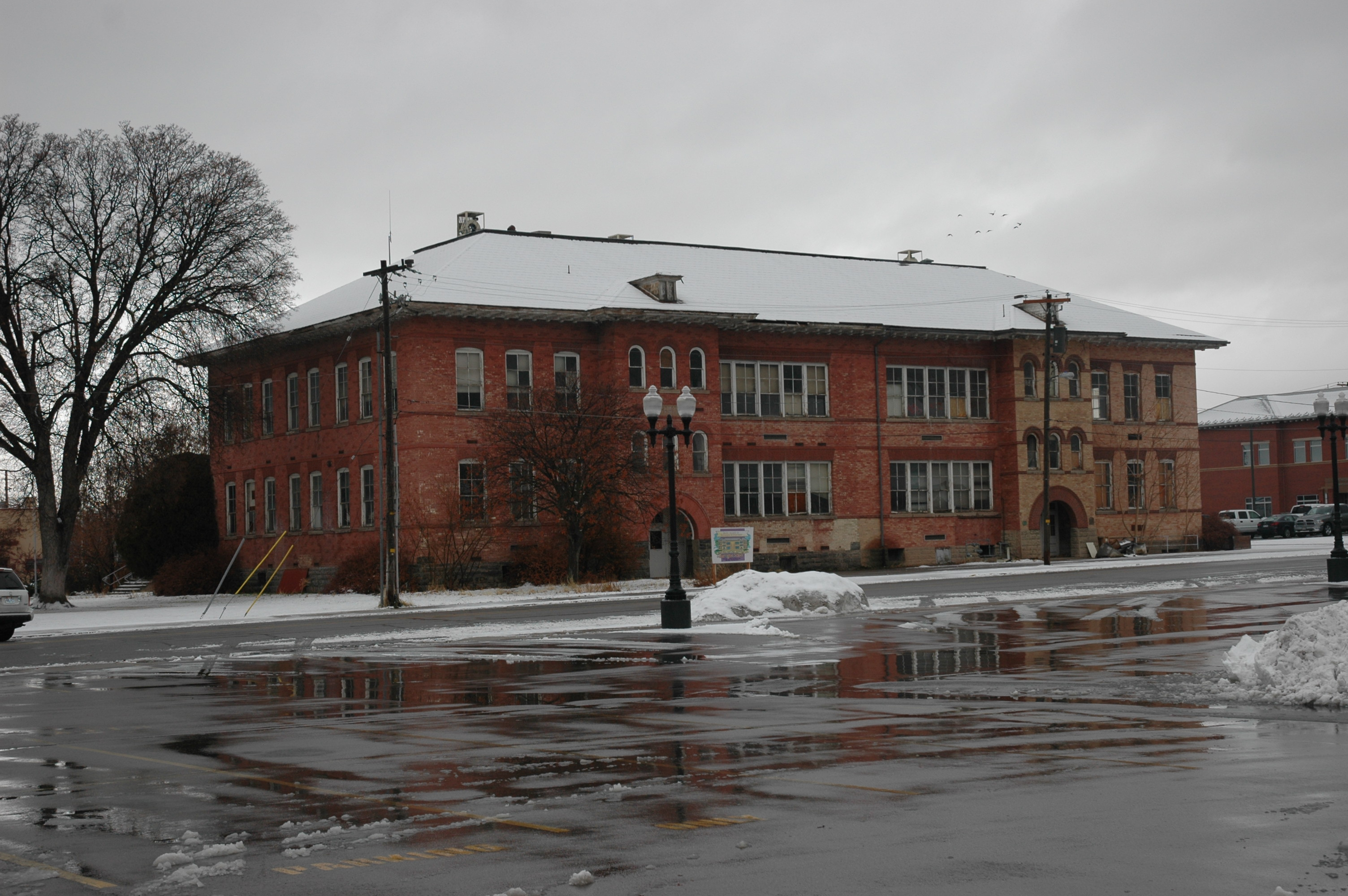
Начальная школа Хэррингтон
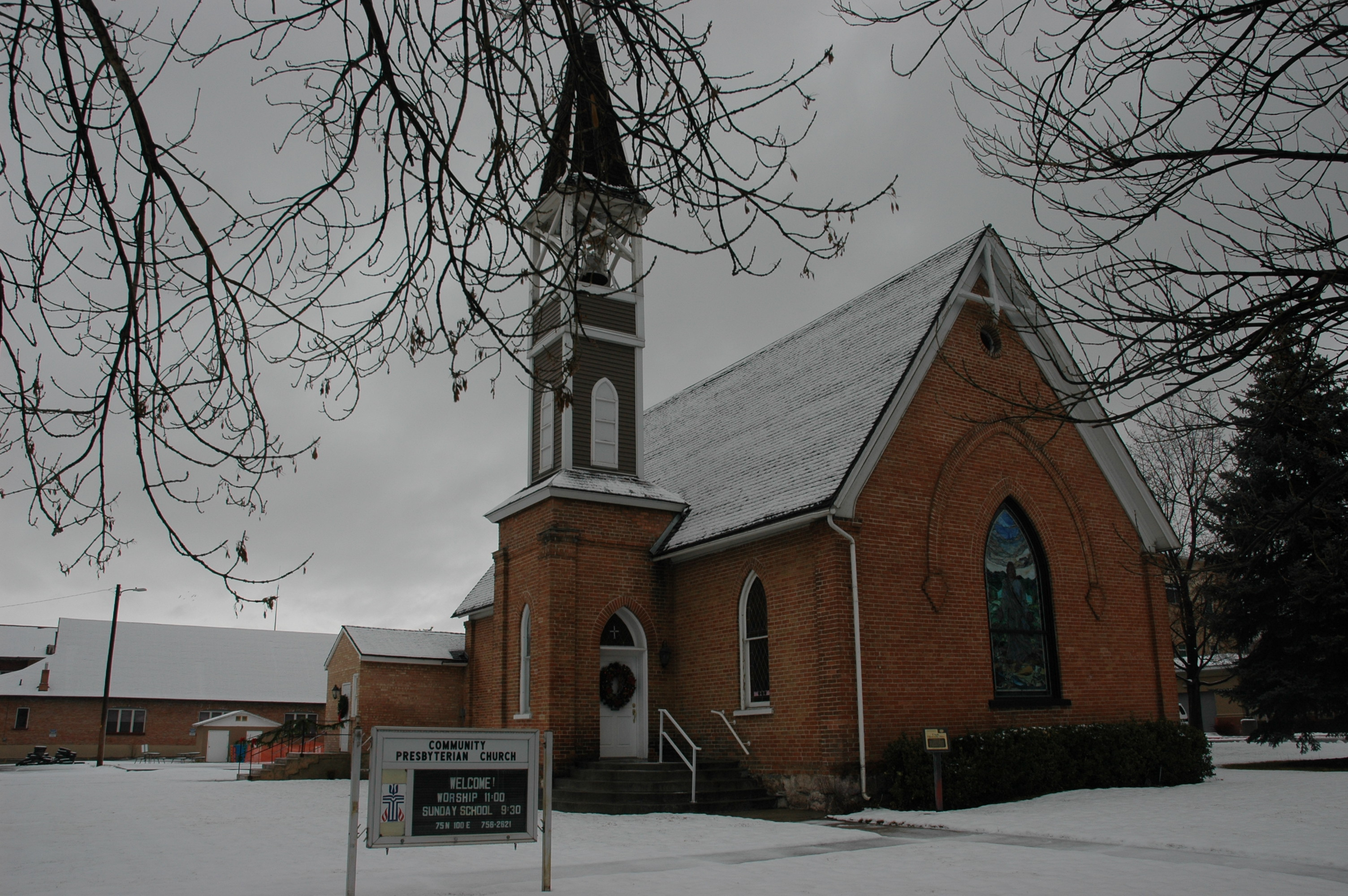
Пресвитерианская церковь Американ-Форк
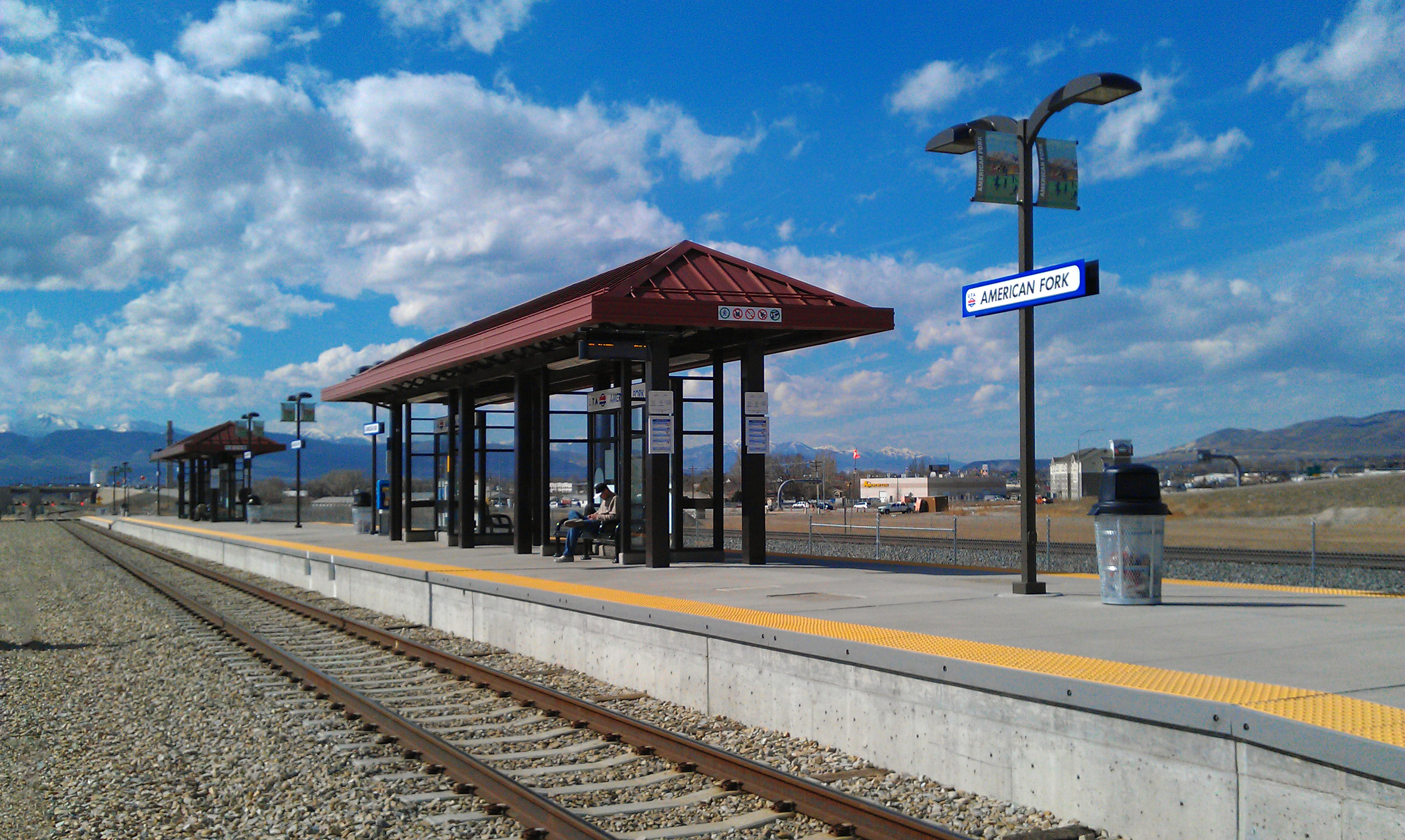
Железнодорожная станция линии FrontRunner